# Chrząstka nalewkowata
Chrząstka nalewkowata (łac. cartilago arytenoidea) – w anatomii człowieka parzysta chrząstka krtani. Nazwa pochodzi od kształtu chrząstek – obie razem przypominają naczynie używane w starożytnej Grecji do nalewania oliwy.
Chrząstki nalewkowate położone są w tylnym odcinku krtani na płytce chrząstki pierścieniowatej. Mają kształt ostrosłupa o trójkątnej podstawie. Mają trzy powierzchnie: przyśrodkową, przednio-boczną i tylną. W ich budowie wyróżnić można także wierzchołek i podstawę.
Na podstawie chrząstki nalewkowatej znajduje się powierzchnia stawowa wchodząca w skład stawu pierścienno-nalewkowego. Na tylno-bocznej powierzchni podstawy znajduje się wyrostek mięśniowy (processus muscularis), do którego przyczepiają się mięsień pierścienno-nalewkowy tylny i mięsień pierścienno-nalewkowy boczny. Ku przodowi od podstawy odchodzi wyrostek głosowy (processus vocalis). Przyczepia się do niego więzadło głosowe. Do powierzchni tylnej chrząstki nalewkowatej przyczepiają się: mięsień nalewkowy poprzeczny i mięsień nalewkowy skośny. Powierzchnia przyśrodkowa chrząstki tworzy granicę boczną części międzychrzęstnej szpary głośni. Na nierównej powierzchni przednio-bocznej znajduje się pod wierzchołkiem wzgórek (colliculus). Odchodzi od niego listewka chrzęstna zwana grzebieniem łukowatym (crista arcuata), biegnąca aż do wyrostka głosowego. Na powierzchni tej znajdują się także dwa zgłębienia – na górze (objęty grzebieniem łukowatym) dołek trójkątny (fovea triangularis) oraz tuż przy podstawie, nieco większy dołek podłużny (fovea oblonga). Dołki te są skupiskiem gruczołów śluzowych. Na wierzchołku chrząstki nalewkowatej leżą małe chrząstki różkowate.